# Грудне молоко

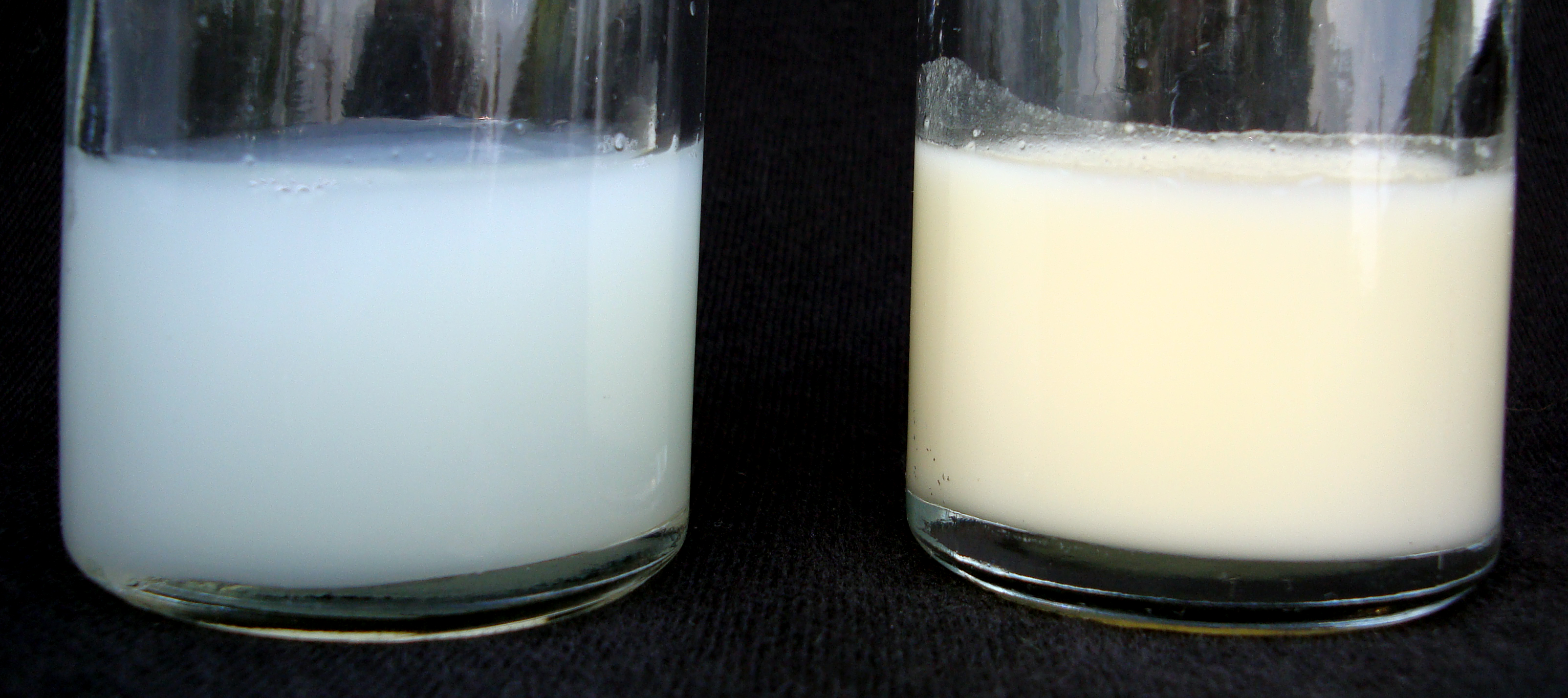
Дві проби грудного молока однієї жінки.

Грудне́ молоко́ — це молоко, що починає виробляється у молочних залозах для вигодовування свого потомства (дитини чи дітей) грудьми у всіх особинах жіночої статі класу савців, одразу після пологів або у найближчих 72 години.
Молоко матері — це найкраще джерело харчування для рідного новонародженого малюка чи малюків, та дітей перших років життя. Дитина до 6 місяців згідно з рекомендаціями ВООЗ має отримувати виключно грудне молоко, після цього терміну можна поєднувати годування молоком з іншими продуктами. Воно натуральне, безпечне для дитини, завжди саме тієї температури, яка їй потрібна.

## Склад
| Жири (г/100 мл)                  |       |
| загальна кількість               | 4,2   |
| жирні кислоти — довжина 8C (%)   | сліди |
| поліненасичені жирні кислоти (%) | 14    |
| Білки (г/100 мл)                 |       |
| загальна кількість               | 1,1   |
| казеїн                           | 0,3   |
| α-лактальбумін                   | 0,3   |
| лактоферин (апо-лактоферин)      | 0,2   |
| імуноглобулін A                  | 0,1   |
| імуноглобулін G                  | 0,001 |
| лізоцим                          | 0,05  |
| серумальбумін                    | 0,05  |
| β-лактоглобулін                  | —     |
| Вуглеводи (г/100 мл)             |       |
| лактоза                          | 7     |
| олігосахариди                    | 0,5   |
| Мінерали (г/100 мл)              |       |
| кальцій                          | 0,03  |
| фосфор                           | 0,014 |
| натрій                           | 0,015 |
| калій                            | 0,055 |
| хлор                             | 0,043 |

Грудне молоко містить багато імуноактивних речовин, у тому числі:
- антимікробні фактори і компоненти: імуноглобуліни (sIgA, sIgG, sIgM), лактоферини, лізоцим, лактопероксидаза, нуклеотиди, різноманітні антитіла, k-казеїн, α-лактальбумін, гаптокорин, муцини, лактадгерини, вільний секреторний компонент, олігосахариди і пребіотики, жирні кислоти, материнські лейкоцити й цитокіни, sCD14, комплемент, β-дефензини, Toll-подібні рецептори, біфідус-фактор;
- фактори імунологічної толерантності: цитокіни (IL-10 та TGF-β), антиідіотипові антитіла;
- фактори нормального розвитку імунних реакцій: макрофаги, нейтрофіли, лімфоцити, цитокіни, фактори росту, молочні пептиди, гормони, довголанцюжкові поліненасичені жирні кислоти, нуклеотиди, молекули адгезії;
- фактори з протизапальною дією, а саме: цитокіни (IL-10 та TGF-β), IL-1 рецептор антагоніст TNFα, IL-6 рецептори, sCD14, молекули адгезії, довголанцюжкові поліненасичені жирні кислоти, гормони, фактори росту, остеопротегерин, лактоферин тощо[3].
- фактор HAMLET [4]-- Human Alpha-Lactalbumin Made Lethal to Tumor Cells (Людський Альфа-лактальбумін, що стає смертельним для ракових клітин) — забезпечує антиканцерогенну дію.

Склад жіночого молока в період лактації змінюється у залежності від періоду лактації, часу та навіть від початку до кінця кожного годування. Вміст деяких компонентів, наприклад, водорозчинних вітамінів (аскорбінової, нікотинової кислот, тіаміну, рибофлавіну, пиридоксину) до певної міри залежить від режиму харчування матері. Вміст інших компонентів, наприклад, заліза, не залежить від дієти матері.
Переваги грудного молока:
- легко засвоюється і повноцінно використовується організмом дитини;
- захищає малюка від різних інфекцій, алергій, сприяє формуванню власної системи імунітету;
- забезпечує ріст і розвиток немовляти;
- забезпечує емоційний контакт із матір'ю;
- сприяє інтелектуальному та пізнавальному розвитку;
- допомагає запобігти неплановій вагітності після пологів;
- захищає здоров'я матері — сприяє нормальному перебігу післяпологового періоду, здійснює профілактику виникнення мастопатії, пухлин молочних залоз, матки та яєчників;
- значно дешевше ніж штучні суміші.